# ساندي بنتلي
ساندي بنتلي (بالإنجليزية: Sandy Bentley)‏ هي عارضة وممثلة أمريكية، ولدت في 18 مايو 1978 في جوليت في الولايات المتحدة.

## وصلات خارجية
- ساندي بنتلي على موقع IMDb (الإنجليزية)